# Frigo na mašině
Frigo na mašině je jeden z posledních filmů němé éry. Jeho inspirací se stala epizoda americké občanské války známá jako Velká lokomotivní honička. Scénář filmu vychází ze vzpomínek Williama Pittengera, který byl jedním z únosců. V hlavní roli zde vystupuje Buster Keaton, který film i režíroval spolu s Clydem Buckmanem. Film byl uveden 31. prosince 1926.
Ačkoliv šlo o Keatonův nejoblíbenější film, kritika i diváci jej přijímali špatně. Podle kritiků byl zdlouhavý a zklamal očekávání. Tržby činily asi půl milionu dolarů ve Spojených státech a asi milión ve světě. Nyní[kdy?] je naopak pokládán za jeden z nejlepších filmů vůbec.
Jelikož film byl velmi nákladný a příjmy z promítání malé, Keaton přišel o svoji nezávislost a musel se podrobit vedení MGM. V roce 1955, 28 let po uvedení, se stal film veřejným dílem, jelikož vlastníci autorských práv svá práva včas neobnovili.

## Děj
Strojvůdce Western & Atlantic Railroad Johnnie Gray (Keaton) navštíví v Mariettě jednu ze svých dvou životních lásek – svoji snoubenku Annabelle Lee (Marion Mack). Tou druhou byla jeho lokomotiva General. V ten okamžik vypukne americká občanská válka a on po chvilkovém zaváhání utíká, aby byl prvním odvedencem do armády Konfederace. Je však odmítnut, jelikož jako strojvůdce je pro armádu cennější, ani lsti mu nepomohou a je definitivně vyhozen. Vrací se ke své snoubence, její otec a bratr jí mezitím řekli, že se u odvodu ani neobjevil a ona zklamaná mu říká, že s ním nepromluví, dokud nebude mít na sobě uniformu.
Po roce je Annabellin otec raněn. Ona jede za ním na sever, shodou okolností vlakem, který veze Johnie se svou lokomotivou. Když vlak zastaví v Big Shanty, aby cestující pojedli, unionističtí špióni v čele s kapitánem Andersonem (Glen Cavender) využijí příležitost a unesou lokomotivu se třemi nákladními vozy. V jednom z nich je náhodou Johnnieho snoubenka, která si šla pro něco do svého zavazadla. To ovšem Johnnie netuší, když se snaží únosce dohnat – nejprve pěšky, potom na ruční drezíně až k první poškozené koleji, pak na velocipédu. Na něm dojede do stanice, kde stojí lokomotiva Texas s plošinovými vozy. Gray vysvětlí vojákům situaci a nechá je nastoupit na vozy. Rychle se rozjede a pronásledování pokračuje. Až po notné chvíli zjistí, že vozy nebyly připojeny. Na jedné z vedlejších kolejí objeví moždíř na železničním podvozku. S ním se pokouší na bandity několikrát vystřelit a jen zázrakem všechny pokusy přežije.

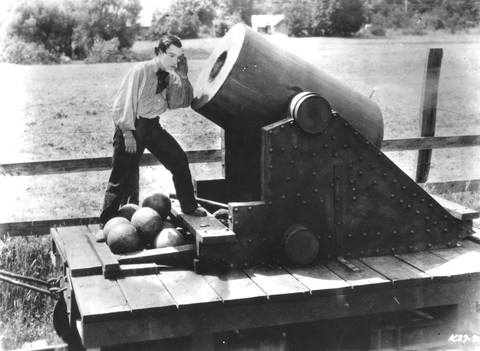
Scéna s moždířem

Únosci se snaží svých domnělých pronásledovatelů různými metodami zbavit – odpojují vozy, nechávají pražce na kolejích, přestavují a poškozují výhybky. Gray si ani nevšimne, že projeli frontou, která se mezitím posunula na jih. Teprve na mostě spirálového úseku trati zjistí, že je pronásleduje jediný člověk a Grayovi nezbývá, než prchnout do lesa.
V noci najde vojenský tábor seveřanů. Pokusí se vloupat do stavení, aby zde ukradl alespoň kousek jídla, ale do místnosti právě vstoupí velitelé a on se musí skrýt pod stolem. Zde vyslechne jejich plány na bleskový útok a také informaci o důležitosti zabránění zničení mostu přes Rock River kvůli zajištění zásobování. Nakonec přivedou jeho snoubenku, aby se poradili, co s ní. Johnnie nevěří vlastním očím, pak však zneškodní stráže a uprchnou spolu do lesa.
Po noci strávené venku v bouři se přiblíží k nádraží, kde se připravují zásobovací vlaky pro podporu útoku. Johnnie uvidí Generala. Strčí Annabellu do pytle a jako proviant ji naloží do vagónu. Předtím se ještě nenápadně nasune mezi vozy a Annabelle je z pytle rozpojí. Johnnie se pak zapojí do nakládání dříví do tendru, sotva však vyleze na lokomotivu, shodí ostatní, omráčí důstojníka a lokomotivu rozjede. Během okamžiku vyráží seveřani se dvěma vlaky za nimi. Gray také za sebou poškozuje trať, až dojede k mostu přes Rock River. Tam připraví oheň, avšak Annabelle ho zapálí předčasně. Pokusí se sama odjet z mostu, takže Johnnie místo na tendr skočí do vody. Po chvilce honění, kdy Annabelle zápolí s řízením, se podaří Johnniemu lokomotivu dohnat a dojedou k vojenskému ležení Konfederace. Tam vysvětlí situaci veliteli a všichni vyrazí bránit most. Mezitím seveřané dorazí k mostu. Velitel rozhodne, že most je ještě dobrý. První lokomotiva vjede na most a ten se s ní zřítí.
Vojsko unie se pokusí překročit řeku, ale je zahnáno zpět dělostřelectvem Konfederace. Gray se pokusí obsluze jednoho z kanónů ukázat na nepřítele, ale vojáci jeden po druhém padají pod kulkami nepřítele. Nakonec Gray vystřelí sám, ale při výstřelu kanón otočí vzhůru. Náboj dopadne na přehradu, kterou protrhne a vlna definitivně zlikviduje útok.
Za svoji statečnost je Gray přijat do armády v hodnosti poručíka, a tím si získá i svoji snoubenku.

## Osoby a obsazení
- Buster Keaton — Johnnie Gray
- Marion Mack — Annabelle Lee
- Glen Cavender — kapitán Anderson
- Jim Farley — generál Thatcher
- Frederick Vroom — generál Konfederace
- Charles Henry Smith — otec Annabelly (jako Charles Smith)
- Frank Barnes — bratr Annabelly
- Joe Keaton — generál Unie
- Mike Donlin — generál Unie
- Tom Nawn — generál Unie

## Natáčení

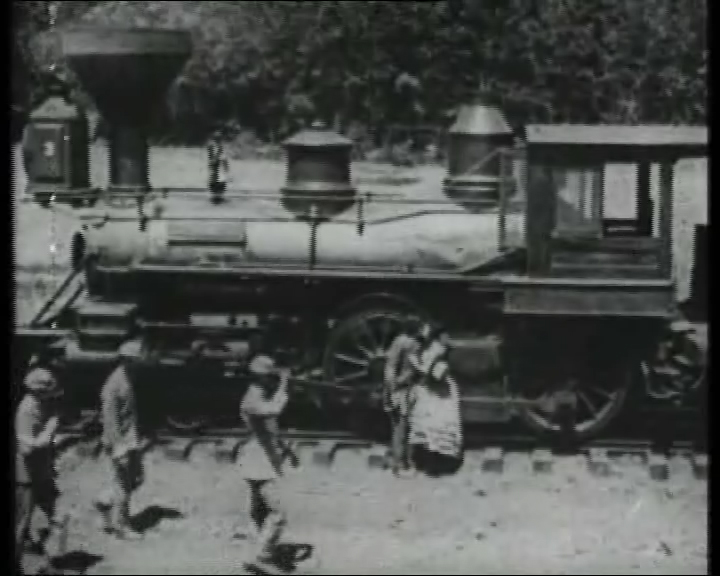
Filmový General v závěrečné scéně

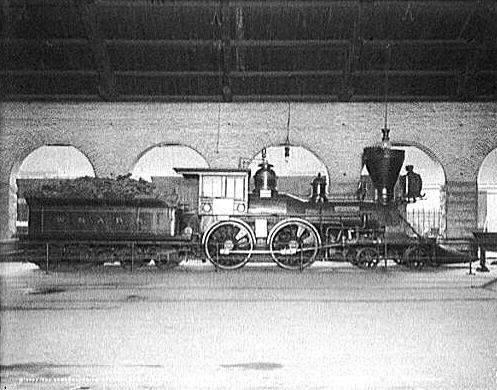
Skutečný General v roce 1907 (od války byl jeho vzhled zásadně změněn)

Příběh pro Keatona objevil jeho spolupracovník, Cyde Bruckman, kterému se dostala do rukou Pittengerova kniha o únosu Generala. Keatonovi se námět zalíbil – jednalo se o období i o železnici, které měl obojí v oblibě. Rozhodl se však natočit film jako komedii, a to z pohledu hrdinů na straně Konfederace. Keaton se snažil při natáčení o maximální autentičnost všech detailů. Vyhlédnul si vhodnou železniční trať v Tennessee a začal jednat se společností NC&StL o pronájmu této trati, části hlavní trati Atlanta – Chattanooga a lokomotivy General. Poté, co vyšlo najevo, že půjde o komedii, společnost na nátlak veteránů vojsk Konfederace pronájem odmítla. Keaton se vydal dále na západ a zde našel, co hledal – dřevařskou dráhu Oregon, Pacific & Eastern Railroad, která dokonce vlastnila dvě staré lokomotivy typu 4-4-0 American. Třetí stroj stejného typu si pronajal u sousední železnice. Pro natáčení byl postaven funkční vlak, kterým štáb absolvoval každý den jízdu z Cottage Grove na místo natáčení a zpět. Během natáčení prováděl Keaton řadu kaskadérských kousků – přebíhal po jedoucí lokomotivě, skákal z lokomotivy na tendr a z tendru na vozy, seděl na pluhu s pražcem v rukách, seděl na spojnici lokomotivy zajíždějící do výtopny.
Film obsahuje velkolepou scénu, při které lokomotiva vjede na hořící most a ten se s ní zřítí. Tato scéna se natáčela v lese u Cottage Grove v Oregonu. Do bojů v této scéně zapojil Keaton asi 500 příslušníků oregonské Národní gardy, kteří nejdříve postupovali zleva doprava v unionistických uniformách, a poté zprava doleva v jižanských uniformách. Tato scéna je pokládána za nejnákladnější scénu v éře němého filmu.
Vrak lokomotivy zůstal v řece a stal se po dvacet let turistickou atrakcí. Teprve za druhé světové války byl odvezen do šrotu.

## Přijetí
Film The General byl zprvu přijímán chladně diváky i kritikou. Ve srovnání s ostatními Keatonovými filmy připadal všem málo legrační. Deník Los Angeles Times psal, že to není ani komedie, ani drama a že honička dvou lokomotiv je zdlouhavá a únavná. Keaton jej však od počátku považoval za nejlepší ze svých filmů a ohlasy i kritika mu později daly za pravdu.
V roce 1989 byl vybrán mezi prvními filmy pro uchování v Národním filmovém registru Spojených států při kongresové knihovně, jako „kulturně, historicky a esteticky významný“.